# El Carmen de Bolívar
Pour les articles homonymes, voir Bolívar.
El Carmen de Bolívar est une municipalité située dans le département de Bolívar, en Colombie, à 114 km au sud-est de Carthagène des Indes. Il est situé dans le système orographique des Montes de María, étant la plus grande population, ainsi que celui qui concentre le mouvement économique et commercial de la sous-région. C’est la troisième municipalité la plus peuplée du département. Il s’agit d’un important centre agricole, considéré comme « le garde-manger agricole et alimentaire du département de Bolivar » pour être un excellent fournisseur pour l’ensemble du département de produits tels que l’avocat, le tabac, le cacao, la banane, le yus et le sésame. est également connu comme la ville douce de Colombie car une partie de son économie est basée sur la transformation des aliments tels que les biscuits Chepacorina, Coco Casadilla, Panochas, entre autres.
En ce qui concerne les infrastructures de transport, sa position géographiquement privilégiée relie les Caraïbes colombiennes aux Santander et à l’intérieur du pays par une interconnexion de la Ruta del Sol III, de la même manière est un point clé de connexion de l’ouest du pays aux grands ports de Barranquilla et Carthagène. Il reliera bientôt cette importante artère routière nationale au golfe de Morrosquillo à travers les Montes de María.
Pendant le temps de l’Indépendance, elle se distingua par le soutien de ses habitants à la cause de libération menée par le colonel Manuel Cortés Campomanes, qui lui valut le temps d’être érigé dans un village en 1812. Dans la seconde moitié du XIXe siècle, elle a acquis une importance stratégique et économique au début du commerce des producteurs agricoles tels que le tabac et le café par le port de Jésus del Río, sur le río Magdalena vers le site de Barrancas de San Nicolás, ce qui lui a permis de devenir l’un des principaux centres d’exportation du pays jusqu’à la première moitié du XXe siècle.

## Démographie
Selon les données récoltées par le DANE lors du recensement de 2005, El Carmen de Bolívar compte une population de 66 001 habitants.

## Liste des maires
- 2020 - 2023 : Carlos Eduardo Torres Cohen[2]